# Vigil in the Night
Vigil in the Night (prt: Noites de Angústia) é um filme estadunidense de 1940, do gênero drama, dirigido por George Stevens.

## Elenco
- Carole Lombard ...  Anne Lee
- Brian Aherne ...  Dr. Robert S. Prescott
- Anne Shirley ...  Lucy Lee
- Julien Mitchell ...  Matthew Bowley
- Robert Coote ...  Dr. Caley